# Personal Velocity - Il momento giusto
Personal Velocity - Il momento giusto è un film del 2002 scritto e diretto da Rebecca Miller, che ha adattato per il grande schermo il romanzo da lei scritto Personal Velocity. Il film, presentato in concorso al 55º Festival di Locarno, è suddiviso in tre episodi, che raccontano le differenti vite di tre donne molto diverse tra loro, accomunate dalla voglia di cambiamento e libertà.

## Riconoscimenti
- 2002 - Sundance Film Festival
  - Gran premio della giuria
- 2002 - National Board of Review
  - Riconoscimento speciale per l'eccellenza nel filmmaking
- 2003 - Independent Spirit Awards
  - Premio John Cassavetes
- 2003 - Istanbul International Film Festival
  - Premio speciale della giuria
  - Premio del pubblico